# Mezőtelegd község
Mezőtelegd község (románul: Comuna Tileagd) község Bihar megyében, Romániában. Központja Mezőtelegd, beosztott falvai Kabaláspatak, Kalotaitanya, Pusztaújlak, Pósalaka, Telkesd.

## Népessége
A 2011-es népszámlálás adatai alapján a község népessége 6968 fő volt.